# نوک‌نهنگ برینگ
نوک‌نهنگ برینگ آب‌بازی کم شناخته شده از سرده میان‌دندان‌ها است که در آب‌های شمالی اقیانوس آرام زندگی می‌کند.

## توصیف ظاهری
بدن این نوک‌نهنگ همانند دیگر اعضای میان‌دندان‌ها بلند و دوک‌وار در دو انتها است. نوک این گونه طولی متوسط دارد و خط دهانی شکلی همانند کمان تشکیل می‌دهد. دندان‌های عاج به نسبت دندان‌های دیگر نوک‌نهنگ‌ها بسیار بزرگتر است؛ تنها نوک‌نهنگان لایارد و بیل‌دندان دندان‌هایی بزرگتر از آن دارند.
رنگ‌آمیزی بدن به شکل خاکستری تیره تا سیاه در بخش‌های بالایی و روشن‌تر در بخش‌های زیرین و نزدیک سر است. رنگ بدن با افزایش سن تاریک‌تر می‌شود، ولی ماده‌ها در زیر باله‌های کناری خود الگوی سفید رنگی دارند که با بالا رفتن سن آشکارتر می‌شود. مانند بیشتر دیگر نوک‌نهنگ‌ها، زخم‌های حاصل از نبرد روی بدن نرها دیده می‌شود و جای زخم کوسه‌ها نیز روی بدن هر دو جنس وجود دارد. طول نهنگ‌های بالغ نر حداقل به ۵٫۲۵ متر و نهنگ‌های ماده به ۵٫۵ متر می‌رسد. طول بچه‌ها در هنگام تولد نیز میان ۲٫۱ تا ۲٫۳ متر است.
آن‌ها اغلب در گروه‌های ۳ تا ۴ نفره و گاه تا ۱۵ عضو زندگی می‌کنند. این گروه‌ها می‌توانند تفکیک جنسی یا سنی داشته باشند. نرها نبردهای سختی با یکدیگر می‌کنند و بعضی نمونه‌های این نهنگ با آرواره‌هایی با زخم‌های بهبود پیدا کرده یافت شده‌اند.

## گستره و جمعیت
نوک‌نهنگ برینگ به نسبت دیگر اعضای سرده خود در بالاترین عرض‌های جغرافیایی یافت می‌شود. این نوک‌نهنگ در دریای برینگ نیز یافت می‌شود. آن‌ها در هر دو سوی اقیانوس آرام، از استان میاگی در ژاپن تا کالیفرنیا دیده می‌شوند. احتمال دارد که در زمستان‌ها مهاجرت کنند. همانند بیشتر دیگر نوک‌نهنگ‌ها، تخمینی جهانی از جمعیت این جانور وجود ندارد.